# Vicq-sur-Mer
Vicq-sur-Mer é uma comuna francesa na região administrativa da Normandia, no departamento da Mancha. Estende-se por uma área de 20.58 km². Em 2010 a comuna tinha 1 051 habitantes (densidade: 51,1 hab./km²).
Foi criada em 1 de janeiro de 2016, a partir da fusão das antigas comunas de Cosqueville (sede da comuna), Gouberville, Néville-sur-Mer e Réthoville.